# Armando Camargo
Armando Camargo Filho (* 8. August 1982 in Manaus) ist ein ehemaliger brasilianischer Bahn- und Straßenradrennfahrer.
Armando Camargo gewann 2004 und 2005 den Grand Prix Sao Paulo. Außerdem konnte er 2005 eine Etappe der Volta Ciclistica de Porto Alegre für sich entscheiden, im Jahr darauf gewann er die Gesamtwertung dieses Rennens. 2012 errang er bei den Panamerikameisterschaften auf der Bahn jeweils eine Silbermedaille in Mannschaftsverfolgung und im Zweier-Mannschaftsfahren. 2014 wurde er brasilianischer Meister im Sprint.

## Erfolge
2005
- eine Etappe Volta Ciclistica de Porto Alegre

2006
- Gesamtwertung und eine Etappe Volta Ciclistica de Porto Alegre

2012
- Panamerikameisterschaft – Mannschaftsverfolgung (mit Gideoni Monteiro, Thiago Nardin und Leandro Silva)
- Panamerikameisterschaft – Madison (mit Thiago Nardin)

2014
- Brasilianischer Meister – Sprint

## Teams
- 2007 Memorial-Fupes-Santos
- 2010 Scott-Marcondes Cesar-São José dos Campos
- 2014 Memorial-Prefeitura de Santos